# Mihály Babits
Mihály Babits de Szentistván (26. listopad 1883 Szekszárd – 4. srpen 1941 Budapešť) byl maďarský básník, prozaik, esejista a překladatel.

## Biografie
Vystudoval maďarskou a klasickou literaturu na univerzitě v Budapešti a pak učil na různých venkovských gymnáziích. Za první světové války musel pro své pacifistické názory ze školství odejít a plně se věnoval literatuře. Patřil k literárnímu okruhu, který publikoval v časopise Nyugat (Západ, založen 1908). Babits byl jeho redaktorem od roku 1929. Do okruhu patřili i Endre Ady, Zsigmond Móricz a Dezső Kosztolányi.
Svou první sbírku poezie vydal v roce 1909. Babitsova poezie byla intelektuální, obtížně srozumitelná a introspektivní, zejména v jeho raném období. Později obrátil svou pozornost k aktuálním sociálním problémům. Psal i prózu, nejvíce je ceněn román Halálfiai (Děti smrti, 1927), sympatizující obraz rozpadající se střední třídy. Do maďarštiny přeložil hry Sofoklovy a Shakespearovy, Danteho Božskou komedii, středověké latinské hymny i některé texty Goetheho.